# 柯倫特維尤 (阿肯色州和密蘇里州)
柯倫特維尤（英語：Current View）是位於美國阿肯色州克萊縣及密蘇里州里普利縣的一個非建制地區。

## 歷史
柯倫特維尤的郵局於1895年設立，其後於1913年停運。

## 地理
柯倫特維尤的座標為36°29′56″N 90°46′41″W / 36.49889°N 90.77806°W，而該地的平均海拔高度為101米（即331英尺）。